# Автодорога A12 (Латвия)
А12 — государственная автомобильная дорога высшей категории в Латвии, проходящая по маршруту Екабпилс — граница России (Терехова); далее переходит в российскую автодорогу М9. Является частью европейского маршрута E 22, (на участке дороги A15, соединяющей A12 и A13, также относится к E 262) и Европейских коммуникационных сетей (TEN-T).
Общая протяжённость дороги составляет 163,7 км. Среднесуточный объём движения (AADT) составил в 2020 году 2315 автомобилей в сутки. Дорога имеет асфальтобетонное покрытие. Текущее ограничение скорости составляет 90 км/ч., но в летние месяцы на отдельных участках разрешенная скорость повышается до 100 км/ч.
На своём протяжении дорога A12 проходит через следующие города и населённые пункты: Стирниене, Варакляны, Виляны, Лудза, Нирза. Пересекает реки Малту, Резекне, Пилду, Зилупе, и дороги P62 в Аташиене, P84 у Вараклян, P58 в Вилянах, A13, A15, P36, P54 у Резекне, P49, P136 в Лудзе, P52 у Зилупе.